# Pedras de Stripple

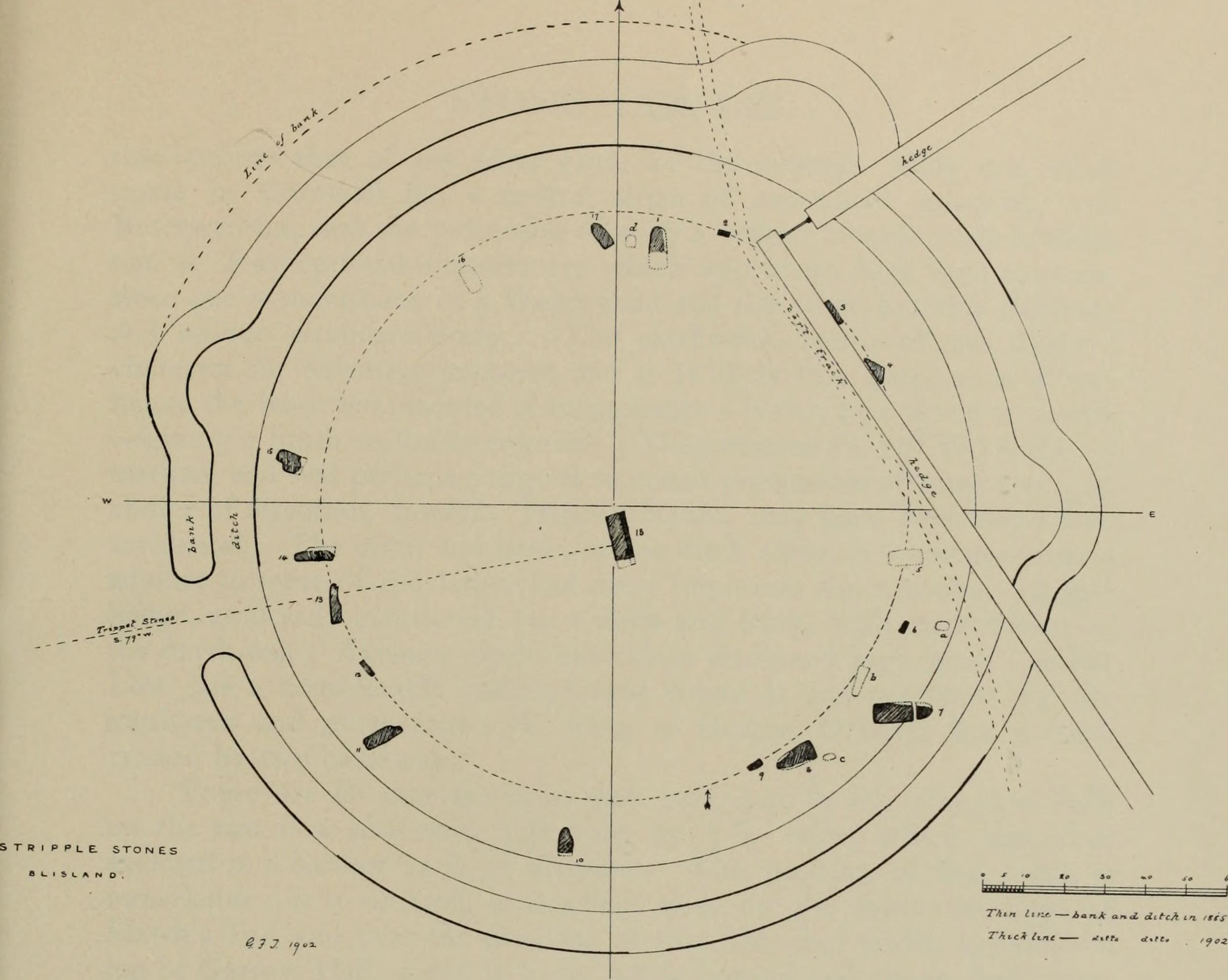
Plano das Pedras de Stripple

As Pedras de Stripple (ou círculo de pedras de Stripple) são um círculo de henge e pedra localizado na encosta sul de Hawk's Tor, Blisland, a 10 quilômetros a nordeste de Bodmin on Bodmin Moor em Cornwall, Inglaterra, Reino Unido.

## Descrição
Registrado pela primeira vez por esse nome durante o reinado da rainha Elizabeth I o círculo foi descrito por William Lukis como "o monumento mais interessante e notável do condado" . É cercado por uma vala circular e vallum que forma uma plataforma nivelada a 53 metros de diâmetro. O círculo tem 44,3 metros de diâmetro com quatro pedras de granito e várias caídas. No centro há um menir gigante caído, com cerca de 3,7 metros de comprimento e 1,5 metros no ponto mais largo, dividido em três lugares. Lukis sugeriu que, com um espaçamento médio de 3,7 metros, haveria trinta e sete pedras originais, enquanto Aubrey Burl sugeriu apenas vinte e oito.

## Arqueologia
As pedras da Stripple foram escavadas em 1905 por H. St. George Gray, que encontrou uma pedra queimada, três flocos de pedra, um osso de boi e algumas madeiras de carvão e carvalho na vala circundante. Ele também detectou uma entrada sudoeste, diretamente em direção às pedras Trippet. Gray observou que as pedras tinham sido colocadas apenas aproximadamente 46 centímetros de  profundidade no chão. Quatro postholes foram encontrados ao redor da pedra central, que foi descoberta como deslocada do centro do círculo em 4,3 metros para o sudeste sudeste.

## Alinhamentos
O vallum ao redor do círculo tem três projeções semi-lunares voltadas para o noroeste, nordeste e leste. Foi completamente obliterado ao sul. Aubrey Burl sugeriu que, a partir da localização da pedra central, quando na vertical, os alinhamentos com essas protuberâncias na margem externa marcam o pôr do sol de Mayday, o nascer do sol do Equinócio e o principal nascer da lua do norte. Ele também sugeriu que os furos dos postes podem ter sido tentativas de estabelecer visões retrospectivas precisas para alinhamentos. Norman Lockyer sugeriu que, vista da pedra central, a projeção nordeste teria se alinhado com Capella em 1250 a.C.